# Liste de peintures d'Édouard Manet
La liste de tableaux ci-dessous présente une partie des huiles sur toile signées Édouard Manet connues à ce jour. Les gravures et dessins de ce peintre sont présentés ailleurs.
Cette liste non exhaustive s'inspire notamment du catalogue raisonné de Denis Rouart et Daniel Wildenstein (1975), qui comprend près de 450 toiles. Chaque pièce de ce catalogue possède une numérotation commençant par « RW » suivi d'un numéro.
Cet inventaire nécessite plusieurs remarques. Premièrement, un certain nombre de peintures ont été détruites par Manet dans les années 1860 ; cela concerne quelques-uns de ses premiers travaux. Deuxièmement, occasionnellement, Manet découpa à partir d'une toile originellement plus vaste, des formats plus petits afin d'en isoler certains motifs (portrait, nature morte). Troisièmement, un certain nombre de tableaux ont été faussement attribués à Manet. L'une des raisons principales est qu'après la mort du peintre en 1883, sa veuve, Suzanne Manet, a fait faire des copies de certaines pièces afin d'en garder le souvenir ; ces toiles, à mesure que la cote du peintre montait, ont parfois été revendues comme des originaux. Mais les musées, quand elles s'y trouvent, ne les considèrent désormais plus comme étant du maître. Actuellement, une quinzaine de pièces posent un problème d'attribution. Quatrièmement, certaines toiles ont disparu, ce qui ne veut pas nécessairement dire qu'elles ont été détruites, mais simplement qu'elles n'ont pas été localisées (dans certains cas, elles ont été volées). Les tableaux spoliés en France durant la Seconde Guerre mondiale ont été répertoriés dans la base des musées nationaux récupération (MNR). Cinquièmement, la datation des tableaux est parfois complexe. Le premier travail d'ensemble a été mené en 1932 à partir des archives du peintre réunies principalement par Léon Koëlla-Leenhoff, fils de Suzanne Manet. Par la suite, d'autres sources ont permis de mieux documenter la partie chronologique, mais de nombreuses dates demeurent approximatives.

## Dates documentées
| Image | Titre                                                             | Date           | Dimensions          | Lieu d'exposition                                      | N°Rouart-Wildenstein Référence         |
| ----- | ----------------------------------------------------------------- | -------------- | ------------------- | ------------------------------------------------------ | -------------------------------------- |
|       | Tête de jeune garçon                                              | 19e siècle     | 40*34 cm            | Musée Joseph Déchelette                                |                                        |
|       | La Vierge au lapin d'après Titien                                 | 1850-1862      | 71 × 84 cm          | Musée du Louvre (Paris)                                | France Info                            |
|       | La Barque de Dante d'après Delacroix (version achevée)            | 1854-1858      | 38 × 46 cm          | Musée des beaux-arts de Lyon (Lyon)                    | RW 4                                   |
|       | Copie de l'Autoportrait du Tintoret                               | 1854           | 64 × 50 cm          | Musée des beaux-arts de Dijon (Dijon)                  | RW 6 Base Joconde                      |
|       | Portrait d'Antonin Proust                                         | 1855-1856      | 56 × 47 cm          | Galerie nationale de Prague (Prague)                   | RW 14 Musée                            |
|       | Gamin aux cerises                                                 | 1858-1859      | 55 × 65 cm          | Musée Calouste-Gulbenkian (Lisbonne)                   | RW 18 Musée                            |
|       | Le Buveur d'absinthe                                              | 1858-1859      | 180,5 × 105,6 cm    | Ny Carlsberg Glyptotek (Copenhague)                    | RW 19 Kunstindeks                      |
|       | Le Christ Jardinier                                               | 1858-1859      | 68 × 57 cm          | Collection particulière                                | Artnet                                 |
|       | Souvenir de Vélasquez ou Cavaliers espagnols et enfant au plateau | 1859-1860      | 45,5 × 26,5 cm      | Musée des beaux-arts de Lyon (Lyon)                    | RW 26 Connaissance des arts            |
|       | Portrait de M. et Mme Auguste Manet                               | 1860           | 111,5 × 91 cm       | Musée d'Orsay (Paris)                                  | RW 30 Musée                            |
|       | Portrait de Madame Brunet                                         | 1860           | 132,4 × 100 cm      | J. Paul Getty Museum (Los Angeles)                     | RW 31 Musée                            |
|       | Le Chanteur espagnol                                              | 1860           | 147,3 × 114,3 cm    | Metropolitan Museum of Art (New York)                  | RW 32 Musée                            |
|       | Les Étudiants de Salamanque                                       | 1860           | 72 × 92 cm          | Collection particulière                                | Fiche Atlas                            |
|       | Nature morte avec fleurs, éventail et perles                      | 1860           | 46 × 37 cm          | Metropolitan Museum of Art (New York)                  | Musée                                  |
|       | La Nymphe surprise                                                | 1860-1861      | 146 × 114 cm        | Musée national des beaux-arts (Buenos Aires)           | Musée                                  |
|       | Mendiant en duffle-coat (Philosophe)                              | 1860-1870      | 188 × 110 cm        | Art Institute of Chicago                               | Musée                                  |
|       | Mendiant avec des huitres (Philosophe)                            | 1860-1870      | 188 × 111 cm        | Art Institute of Chicago                               | Musée                                  |
|       | L'Enfant à l'épée                                                 | 1861           | 131 × 93,3 cm       | Metropolitan Museum of Art (New York)                  | RW 37 Musée                            |
|       | Le petit Lange                                                    | 1861           | 116,5 × 72 cm       | Staatliche Kunsthalle Karlsruhe (Karlsruhe)            | Musée                                  |
|       | Lola de Valence                                                   | 1862           | 123 × 92 cm         | Musée d'Orsay (Paris)                                  | Musée                                  |
|       | La Femme à l'éventail ou La Maîtresse de Baudelaire               | 1862           | 90 × 113 cm         | Musée des beaux-arts (Budapest)                        | Musée                                  |
|       | Jeune femme couchée en costume espagnol                           | 1862           | 94 × 113 cm         | Yale University Art Gallery (New Haven)                | Musée                                  |
|       | La Négresse (Manet)                                               | 1862           | 61 × 50 cm          | Pinacothèque Giovanni et Marella Agnelli (Turin)       | Musée                                  |
|       | Mlle V. en costume d'espada                                       | 1862           | 165,1 × 127,6 cm    | Metropolitan Museum of Art (New York)                  | Musée                                  |
|       | La Musique aux Tuileries                                          | 1862           | 76 × 118 cm         | National Gallery (Londres)                             | Musée                                  |
|       | Le Vieux Musicien                                                 | 1862           | 187,4 × 248,3 cm    | National Gallery of Art (Washington)                   | Musée                                  |
|       | Portrait de Victorine Meurent                                     | 1862           | 42,9 × 43,7 cm      | Musée des Beaux-Arts (Boston)                          | Musée                                  |
|       | La Chanteuse de rue                                               | 1862 vers      | 171 × 106 cm        | Musée des Beaux-Arts (Boston) (Boston)                 | Musée                                  |
|       | Les Huitres                                                       | 1862           | 39 × 47 cm          | National Gallery of Art (Washington)                   | Musée                                  |
|       | La Pêche (d'après Rubens)                                         | 1862-1863      | 77 × 132 cm         | Metropolitan Museum (New York)                         | Musée                                  |
|       | Olympia                                                           | 1863           | 130,5 × 190 cm      | Musée d'Orsay (Paris)                                  | Musée                                  |
|       | Le Déjeuner sur l'herbe                                           | 1863           | 208 × 264,5 cm      | Musée d'Orsay (Paris)                                  | Musée                                  |
|       | Le Déjeuner sur l'herbe                                           | 1863-1868      | 89 × 116 cm         | Institut Courtauld (Londres)                           | Musée                                  |
|       | Jeune Homme en costume de majo                                    | 1863           | 188 × 125 cm        | Metropolitan Museum of Art (New York)                  | Musée                                  |
|       | Le Christ mort et les anges                                       | 1864           | 179 × 150 cm        | Metropolitan Museum of Art (New York)                  | Musée                                  |
|       | Le Toreador mort                                                  | 1864-1865      | 75,9 × 155,3 cm     | National Gallery of Art (Washington)                   | Musée                                  |
|       | Anguille et Rouget                                                | 1864-1864      | 38 × 46 cm          | Musée d'Orsay (Paris)                                  | Musée                                  |
|       | Tige de pivoines et Sécateur                                      | 1864           | 57 × 46 cm          | Musée d'Orsay (Paris)                                  | Musée                                  |
|       | Pivoines                                                          | 1864-1865      | 59 × 35 cm          | Metropolitan Museum (New York)                         | Musée                                  |
|       | Tige de pivoines et sécateurs                                     | 1864-1865      | 30 × 46 cm          | Musée d'Orsay (Paris)                                  | Musée                                  |
|       | Vase de pivoines sur piédouche                                    | 1864           | 93 × 70 cm          | Musée d'Orsay (Paris)                                  | Musée                                  |
|       | Nature morte : fruits sur une table                               | 1864           | 45 × 73 cm          | Musée d'Orsay (Paris)                                  | Musée                                  |
|       | Panier de fruits                                                  | 1864 vers      | 38 × 44 cm          | Musée des Beaux-Arts (Boston)                          | Musée                                  |
|       | Le Combat du Kearsarge et de l'Alabama                            | 1864           | 138 × 129 cm        | Philadelphia Museum of Art (Philadelphie)              | Musée                                  |
|       | Poisson (nature morte)                                            | 1864           | 73 × 92 cm          | Art Institute of Chicago                               | Musée                                  |
|       | Le Kearsarge à Boulogne                                           | 1864           | 82 × 100 cm         | Metropolitan Museum, New York                          | Musée                                  |
|       | Vue de mer, temps calme                                           | 1864-1865      | 74 × 93 cm          | Art Institute of Chicago                               | Musée                                  |
|       | La Lecture                                                        | 1865           | 74 × 61 cm          | Musée d'Orsay (Paris)                                  | Musée                                  |
|       | Jésus insulté par les soldats                                     | 1865           | 190,8 × 148,3 cm    | Art Institute of Chicago                               | Musée                                  |
|       | Combat de taureau                                                 | 1864           | 48 × 109 cm         | Frick Collection (New York)                            | Musée                                  |
|       | Combat de taureau                                                 | 1865-1866      | 90 × 110 cm         | Musée d'Orsay (Paris)                                  | Musée                                  |
|       | Combat de taureau                                                 | 1865-1866      | 48 × 60 cm          | Art Institute of Chicago                               | Musée                                  |
|       | Angelina, Une dame à sa fenêtre                                   | 1865           | 92 × 73 cm          | Musée d'Orsay (Paris)                                  | Musée                                  |
|       | Un Moine en prière                                                | 1865           | 146 × 115 cm        | Musée des Beaux-Arts (Boston)                          | Musée                                  |
|       | Jeune dame en 1866 (la femme au perroquet)                        | 1866           | 185,1 × 128,6 cm    | Metropolitan Museum of Art (New York)                  | Musée                                  |
|       | Portrait du poète Zacharie Astruc                                 | 1866           | 90 × 116 cm         | Kunsthalle de Brême                                    |                                        |
|       | Le Joueur de fifre                                                | 1866           | 161 × 97 cm         | Musée d'Orsay (Paris)                                  | Musée                                  |
|       | Le Matador saluant                                                | 1866-1867      | 171,1 × 113 cm      | Metropolitan Museum of Art (New York)                  | Musée                                  |
|       | Un épagneul King Charles                                          | 1866 vers      | 46 × 38 cm          | National Gallery of Art (Washington)                   | Musée                                  |
|       | Nature morte avec melon et pêches                                 | 1866 vers      | 68 × 91 cm          | National Gallery of Art (Washington)                   | Musée                                  |
|       | L'acteur tragique (Rouvière en Hamlet)                            | 1866           | 187 × 108 cm        | National Gallery of Art (Washington)                   | Musée                                  |
|       | Les Courses à Longchamp                                           | 1867           | 43,9 × 84,5 cm      | Art Institute of Chicago                               | Musée                                  |
|       | L'Enterrement inachevé                                            | 1867           | 72,7 × 90,5 cm      | Metropolitan Museum of Art (New York])                 | Musée                                  |
|       | Les Bulles de savon                                               | 1867           | 100,5 × 81,4 cm     | Musée Calouste-Gulbenkian (Lisbonne)                   | Musée                                  |
|       | L'Exposition universelle, Paris 1867                              | 1867           | 108 × 25 cm         | Musée national (Oslo)                                  | Musée                                  |
|       | L'Exécution de Maximilien                                         | 1867           | 196 × 260 cm        | Musée des beaux-arts de Boston                         | Musée                                  |
|       | L'Exécution de Maximilien                                         | 1867-1868      | 193 × 284 cm        | National Gallery (Londres)                             | Musée                                  |
|       | L'Exécution de Maximilien                                         | 1868           | 252 × 305 cm        | Kunsthalle de Mannheim                                 | Musée                                  |
|       | Portrait d'Émile Zola                                             | 1868           | 146 × 114 cm        | Musée d'Orsay (Paris)                                  | Musée (erreur image)                   |
|       | Le Déjeuner dans l'atelier ou Le Dejeûner                         | 1868           | 118 × 154 cm        | Neue Pinakothek (Munich)                               | Musée                                  |
|       | Fanny Claus                                                       | 1868           | 116 × 73 cm         | Ashmolean Museum (Oxford)                              | Musée                                  |
|       | Jeune garçon pelant une poire                                     | 1868           | 85 × 71 cm          | Nationalmuseum (Stockholm)                             | Musée                                  |
|       | Madame Manet au piano                                             | 1868           | 38 × 46 cm          | Musée d'Orsay (Paris)                                  | Musée                                  |
|       | Portrait de Théodore Duret                                        | 1868           | 46 × 35 cm          | Petit Palais (Paris)                                   | Parismusées                            |
|       | Sur la plage de Boulogne                                          | 1868           | 32 × 65 cm          | Musée des beaux-arts de Virginie (Richmond)            | Musée                                  |
|       | Bateaux en mer, soleil couchant                                   | 1868           | 43 × 94 cm          | Musée d'Art moderne André-Malraux (Le Havre)           |                                        |
|       | Le Départ du vapeur de Folkestone                                 | 1868- 1872     | 60 × 73 cm          | Philadelphia Museum of Art (Philadelphie)              | Musée                                  |
|       | Le Bateau à vapeur, paysage marin avec marsoins                   | 1868           | 81 × 100 cm         | Philadelphia Museum of Art                             | Musée                                  |
|       | Clair de lune sur le port de Boulogne                             | 1869           | 82 × 101 cm         | Musée d'Orsay (Paris)                                  | Musée                                  |
|       | Le Balcon                                                         | 1869           | 170 × 124 cm        | Musée d'Orsay (Paris)                                  | Musée                                  |
|       | Bateaux en mer ; soleil couchant                                  | 1869 / 1873    | 41 × 92 cm          | Musée d'art moderne André-Malraux (Le Havre)           | MNR 873 Musée d'Orsay                  |
|       | Berthe Morisot (au manchon)                                       | 1869 / 1873    | 91 × 76 cm          | Cleveland Museum of Art                                | Musée                                  |
|       | Portrait de Berthe Morisot                                        | 1869 / 1873    | 40 × 34 cm          | Collection privée                                      | RW 139 Exposition Lille 2002           |
|       | Effet de neige à Petit-Montrouge                                  | 1870           | 61 × 54 cm          | Musée national de Cardiff                              | Musée                                  |
|       | La Leçon de Musique                                               | 1870           | 141 × 173,1 cm      | Musée des beaux-arts de Boston                         | Musée                                  |
|       | La Brioche                                                        | 1870           | 65 × 81 cm          | Metropolitan Museum, New York                          | Musée                                  |
|       | Eva Gonzalès                                                      | 1870           | 191 × 133 cm        | National Gallery, Londres                              | Musée                                  |
|       | Au Jardin                                                         | 1870           | 44 × 54 cm          | Shelburne Museum                                       | Musée                                  |
|       | Une amazone, Portrait de Marie Lefébure                           | 1870-1875      | 89 × 116 cm         | Musée d'art de São Paulo                               | Musée                                  |
|       | Le Repos (Berthe Morisot)                                         | 1871 vers      | 150 × 114 cm        | Rhode Island School of Design Museum, Providence       | Musée                                  |
|       | Le Port de Bordeaux                                               | 1871 vers      | 63 × 100 cm         | Collection privée, Suisse ?                            | Fiche Atlas                            |
|       | Intérieur à Arcachon                                              | 1871           | 39 × 54 cm          | Clark Art Institute, Williamstown                      | Musée                                  |
|       | Le Bassin d'Arcachon                                              | 1871           | 37 × 56 cm          | Collection E. G. Bührle                                | RW 166 Musée                           |
|       | Oloron-Sainte-Marie                                               | 1871           | 42 × 62 cm          | Collection E. G. Bührle                                | RW 163 Musée                           |
|       | Jeune femme en costume oriental                                   | 1871           | 96 × 74 cm          | Collection E. G. Bührle                                | Anc. coll. Max Silberberg RW 175 Musée |
|       | Berthe Morisot au bouquet de violettes                            | 1872           | 55 × 38 cm          | Musée d'Orsay (Paris)                                  | Musée                                  |
|       | Bouquet de violettes                                              | 1872           | 22 × 27 cm          | Collection particulière                                | Exposition Lille 2002                  |
|       | Berthe Morisot à l'éventail                                       | 1872           | 60 × 45 cm          | Musée d'Orsay (Paris)                                  | Musée                                  |
|       | Femme aux souliers roses (Berthe Morisot)                         | 1872           | 46 × 32 cm          | Musée d'Art de Hiroshima                               | Musée                                  |
|       | Portrait de Berthe Morisot à la voilette                          | 1872           | 61 × 47 cm          | Petit Palais (Genève)                                  | RW 178 Exposition Lille 2002           |
|       | La Partie de croquet                                              | 1873           | 72 × 106 cm         | Musée Städel (Francfort-sur-le-Main)                   | Musée                                  |
|       | Le Bon Bock                                                       | 1873           | 94,6 × 83 cm        | Philadelphia Museum of Art (Philadelphie)              | Musée                                  |
|       | Sur la plage                                                      | 1873           | 60 × 73,5 cm        | Musée d'Orsay (Paris)                                  | Musée                                  |
|       | La Dame aux éventails                                             | 1873           | 113 × 166 cm        | Musée d'Orsay (Paris)                                  | Musée                                  |
|       | Bal masqué à l'opéra                                              | 1873           | 59 × 72 cm          | National Gallery of Art (Washington)                   | Musée                                  |
|       | Le Chemin de fer                                                  | 1873           | 93 × 115 cm         | National Gallery of Art (Washington)                   | Musée                                  |
|       | Madame Edouard Manet (Suzanne Leenhoff, 1829–1906) inachevé       | 1873 vers      | 100 × 78 cm         | Metropolitan Museum (New York)                         | Musée                                  |
|       | Portrait de Berthe Morisot étendue                                | 1873           | 26 × 34 cm          | Musée Marmottan (Paris)                                | Musée                                  |
|       | Bateaux à Berck-sur-Mer                                           | 1873           | 52 × 74 cm          | Cleveland Museum of Art                                | Musée                                  |
|       | Les Hirondelles                                                   | 1871           | 65 × 81 cm          | Collection E. G. Bührle                                | RW 190 Musée                           |
|       | En bateau                                                         | 1874           | 97,1 × 130,2 cm     | Metropolitan Museum of Art (New York)                  | Musée                                  |
|       | Argenteuil                                                        | 1874           | 149 × 115 cm        | Musée des beaux-arts (Tournai)                         | Musée                                  |
|       | Claude Monet peignant dans son atelier ou Le Bateau               | 1874           | 83 × 105 cm         | Neue Pinakothek (Munich)                               | Musée                                  |
|       | La Famille Monet dans son jardin à Argenteuil                     | 1874           | 61 × 100 cm         | Metropolitan Museum (New York)                         | Musée                                  |
|       | Les Rives de la Seine à Argenteuil                                | 1874           | 62 × 103 cm         | Institut Courtauld (Londres)                           | Musée                                  |
|       | Portrait de Berthe Morisot à l'éventail                           | 1874           | 61 × 50 cm          | Palais des Beaux-Arts de Lille                         | Musée d'Orsay                          |
|       | Le Linge                                                          | 1875           | 145 × 115 cm        | Barnes Foundation (Philadelphie)                       | Musée                                  |
|       | Aux courses                                                       | 1875 vers      | 13 × 22 cm sur bois | National Gallery of Art (Washington)                   | Musée                                  |
|       | Tama le chien japonais                                            | 1875 vers      | 61 × 50 cm sur bois | National Gallery of Art (Washington)                   | Musée                                  |
|       | Le Grand Canal à Venise (Venise bleue)                            | 1875 vers      | 54 × 65 cm          | Shelburne Museum                                       | Collection Havemeyer                   |
|       | Chez Tortoni                                                      | 1875 vers      | 26 × 34 cm          | Musée Isabella Stewart Gardner (Boston). Volé en 1990. | RW 328 Musée                           |
|       | Portrait de Stéphane Mallarmé                                     | 1876           | 27 × 36 cm          | Musée d'Orsay (Paris)                                  | Musée                                  |
|       | Marguerite de Conflans                                            | 1876           | 53 × 64 cm          | Musée des Augustins (Toulouse)                         | Musée d'Orsay                          |
|       | Jeune femme dans les fleurs                                       | 1876           | 53 × 64 cm          | Collection privée, Vente 2014                          | Catalogue Sotheby's                    |
|       | Portrait d'Ernest Hoschedé et sa fille Marthe                     | 1876 vers      | 97 × 130 cm         | Musée national des Beaux-Arts (Argentine)              | Musée                                  |
|       | Devant la glace                                                   | 1876           | 93 × 72 cm          | Guggenheim Museum, New York                            | Musée                                  |
|       | Nana                                                              | 1877           | 154 × 115 cm        | Kunsthalle (Hambourg)                                  | Bildindex                              |
|       | La Prune                                                          | 1877 vers      | 74 × 50 cm          | National Gallery of Art (Washington)                   | Musée                                  |
|       | Le Suicidé                                                        | 1877 vers      | 38 × 46 cm          | Fondation Emil G. Bührle (Zurich)                      | RW 258 Musée                           |
|       | Portrait d'Antonin Proust                                         | 1877           | 182 × 110 cm        | Musée Fabre (Montpellier)                              | MNR 135 Musée d'Orsay                  |
|       | Jean-Baptiste Faure en Hamlet                                     | 1877           | 196 × 131 cm        | Musée Folkwang (Essen)                                 | Catalogue                              |
|       | Femme en robe rayée                                               | 1877-1880      | 175 × 84 cm         | Guggenheim Museum, New York                            | Musée                                  |
|       | Jeune Femme au chapeau rond                                       | vers 1877-1879 | 54,6 × 45,1 cm      | Musée d'Art du comté de Los Angeles (Los Angeles)      |                                        |
|       | Marguerite Gauthier-Lathuille                                     | vers 1878      | 61 × 50 cm          | Musée des beaux-arts de Lyon (Lyon)                    |                                        |
|       | La Rue Mosnier aux drapeaux                                       | 1878           | 65,5 × 81 cm        | J. Paul Getty Museum (Los Angeles)                     | Musée                                  |
|       | La Rue Mosnier aux drapeaux                                       | 1878           | 65 × 81 cm          | Fondation Emil G. Bührle (Zurich)                      | Collection E. G. Bührle                |
|       | La Blonde aux seins nus                                           | 1878 vers      | 62 × 52 cm          | Musée d'Orsay (Paris)                                  | Musée                                  |
|       | La Rue Mosnier aux paveurs                                        | 1878           | 64 × 80 cm          | Collection privée, Vente 1986                          | Françoise Ravelle                      |
|       | Portrait de Manet par lui-même, en buste (Manet à la palette)     | 1878           | 85 × 71 cm          | Collection privée, Vente 2010                          | Catalogue Sotheby's                    |
|       | Dans la serre                                                     | 1878-1879      | 115 × 150 cm        | Alte Nationalgalerie (Berlin)                          | Musée                                  |
|       | Au café                                                           | 1878           | 78 × 84 cm          | Musée Oskar Reinhart « Am Römerholz », Winterthour     | Musée                                  |
|       | Coin de café-concert                                              | 1879           | 97,1 × 77,5 cm      | National Gallery (Londres)                             | Musée                                  |
|       | Au Café, Café-concert                                             | 1878           | 47,5 × 30,2 cm      | Walters Art Museum (Baltimore)                         | Musée                                  |
|       | La Serveuse de bocks                                              | 1879           | 77,5 × 65 cm        | Musée d'Orsay (Paris)                                  | Musée                                  |
|       | Chez le Père Lathuille                                            | 1879           | 93 × 112 cm         | Musée des beaux-arts de Tournai                        | Musée                                  |
|       | Madame Édouard Manet dans la serre                                | 1879           | 81 × 100 cm         | Galerie nationale d'Oslo (Oslo)                        | Musée                                  |
|       | George Moore dans le jardin de l'artiste                          | 1879 vers      | 55 × 45 cm          | National Gallery of Art (Washington)                   | Musée                                  |
|       | Portrait de femme                                                 | 1879 vers      | 15 × 11 cm sur bois | National Gallery of Art (Washington)                   | Musée                                  |
|       | Tête d’enfant (Julie Manet)                                       | 1879           | 36 × 33 cm          | Collection particulière                                | RW 298 Exposition Lille 2002           |
|       | Portrait de Clemenceau                                            | 1879-1880      | 94,5 × 74 cm        | Musée d'Orsay (Paris)                                  | Musée                                  |
|       | Portrait de Mademoiselle Isabelle Lemonnier                       | 1879-1880      | 102 × 81 cm         | Musée de l'Ermitage ?                                  | Les Trésors retrouvés                  |
|       | Fête place Clichy                                                 | 1880           | 44 × 55 cm          | Collection privée, Vente 2015                          | Catalogue Sotheby's                    |
|       | L'Asperge                                                         | 1880           | 16,5 × 21,5 cm      | Musée d'Orsay (Paris)                                  | Musée                                  |
|       | Le Citron                                                         | 1880           | 14 × 22 cm          | Musée d'Orsay (Paris)                                  | Musée                                  |
|       | Madame Manet (Suzanne Leenhoff, 1829–1906) à Bellevue             | 1880           | 81 × 60 cm          | Metropolitan Museum (New York)                         | Musée                                  |
|       | Un coin de jardin à Bellevue                                      | 1880           | 91 × 70 cm          | Fondation Emil G. Bührle (Zurich)                      | RW 347 Musée                           |
|       | Le Melon                                                          | 1880 vers      | 47 × 57 cm          | National Gallery of Art (Washington)                   | Musée                                  |
|       | Les Poires                                                        | 1880 vers      | 19 × 24 cm          | National Gallery of Art (Washington)                   | Musée                                  |
|       | Femme en train de lire                                            | 1880-1881      | 61 × 51 cm          | Art Institute of Chicago                               | Musée                                  |
|       | Femme avec un chat inachevée                                      | 1880-1882      | 92 × 73 cm          | National Gallery (Londres)                             | Musée                                  |
|       | Café Bon Bock                                                     | 1881           | 27 × 35 cm sur bois | National Gallery of Art (Washington)                   | Musée                                  |
|       | L'Évasion de Rochefort                                            | 1881 vers      | 79 × 72 cm          | Musée d'Orsay (Paris)                                  | Musée                                  |
|       | L'Évasion de Rochefort                                            | 1881           | 143 × 114 cm        | Kunsthaus de Zurich (Zurich)                           | Musée                                  |
|       | L'Automne (Méry Laurent)                                          | 1881           | 73 × 51 cm          | Musée des beaux-arts de Nancy (Nancy)                  | Base Joconde                           |
|       | Pertuiset, le chasseur de lion                                    | 1881           | 150 × 170 cm        | Musée d'Art de São Paulo (São Paulo)                   | Musée                                  |
|       | Le Grand-duc                                                      | 1881           | 97 × 64 cm          | Fondation Emil G. Bührle (Zurich)                      | RW 377 Musée                           |
|       | Le Printemps                                                      | 1881           | 73 × 51 cm          | Getty Center                                           | Musée                                  |
|       | Le Lapin                                                          | 1881           | 94,5 × 58,4 cm      | Musée national de Cardiff                              | Musée                                  |
|       | Un bar aux Folies Bergère                                         | 1881-1882      | 96 × 130 cm         | Institut Courtauld (Londres)                           | Musée                                  |
|       | Œillets et clématites dans un vase de cristal                     | 1882           | 56 × 35 cm          | Musée d'Orsay (Paris)                                  | MNR 631 Musée                          |
|       | Fleurs dans un vase de cristal                                    | 1882           | 54 × 35 cm          | Musée d'Orsay (Paris)                                  | Musée                                  |
|       | Fleurs dans un vase de cristal                                    | 1882 vers      | 33 × 24 cm          | National Gallery of Art (Washington)                   | Musée                                  |
|       | La Maison dans le feuillage                                       | 1882           | 61 × 50 cm          | Musée des beaux-arts de Dijon (Dijon)                  |                                        |
|       | Maison de campagne à Rueil                                        | 1882           | 71 × 92 cm          | Alte Nationalgalerie (Berlin)                          | Musée                                  |
|       | Eté ou L'amazone ou Cavalière                                     | 1882           | 73 × 52 cm          | Museo Thyssen-Bornemisza (Madrid)                      | RW 394 Musée                           |
|       | Le Bouquet de lilas                                               | 1882           | 54 × 42 cm          | Alte Nationalgalerie (Berlin)                          | RW 427 Musée                           |
|       | Fraises                                                           | 1882           | 21 × 27 cm          | Metropolitan Museum (New York)                         | Musée                                  |
|       | Julie Manet sur l'arrosoir                                        | 1882           | 100 × 81 cm         | Collection particulière                                | Exposition Lille 2002                  |
|       | Jean-Baptiste Faure (1830–1914)                                   | 1882-1883      | 59 × 49 cm          | Metropolitan Museum (New York)                         | Musée                                  |

## Dates non documentées
| Image | Titre                              | Date | Dimensions                    | Lieu d'exposition        | Numéro et Référence |
| ----- | ---------------------------------- | ---- | ----------------------------- | ------------------------ | ------------------- |
|       | Nature morte-Guitare et Chapeau    |      | 86 × 127 cm dessus-de-porte ? | Musée Calvet, Avignon    | Musée               |
|       | La Régalade                        |      | 62 × 54 cm                    | Art Institute of Chicago | Musée               |
|       | Portrait d'une femme en fichu noir |      | 62 × 51 cm                    | Art Institute of Chicago | Musée               |